# Trường Cao đẳng Cơ điện và Nông nghiệp Nam Bộ
Trường Cao đẳng Cơ điện & Nông nghiệp Nam Bộ, tiền thân là Trường Công nhân Cơ khí TW2, được thành lập theo Quyết định số 35 QĐ/TC ngày 26.04.1969 của Bộ trưởng Bộ Nông trường, đến nay đã hơn 40 năm.

## Lịch sử

### Giai đoạn đầu thành lập 1969 - 1979
Trên quê hương đất tổ Hùng Vương, tại địa điểm ban đầu xã Thiện Kế huyện Bình Xuyên tỉnh Vĩnh Phú, với tên gọi Trường Công nhân Cơ khí nông trường, sau đổi thành Trường Công nhân Cơ khí nông nghiệp 2 TW, theo Quyết định số 126 NN-CK/QĐ ngày 26.03.1974 của Ủy ban Nông nghiệp TW. Trường có chức năng nhiệm vụ là đào tạo công nhân kỹ thuật (CNKT) và cán bộ quản lý phục vụ ngành cơ giới hoá nông nghiệp, chủ yếu là cung cấp cán bộ và CNKT cơ điện phục vụ cho các nông trường quốc doanh, các hợp tác xã nông nghiệp, các trạm đội cơ khí ở các tỉnh phía Bắc, với quy mô đào tạo 250 học sinh.

### Giai đoạn từ 1979 - 1997
Nhằm tăng cường đào tạo nguồn nhân lực cho các tỉnh đồng bằng sông Cửu Long, tháng 8.1979 Bộ Nông nghiệp đã quyết định chuyển Trường Công nhân Cơ khí Nông nghiệp II TW vào đóng tại xã Phước Thới, huyện Ô Môn, tỉnh Hậu Giang (nay là phường Phước Thới, quận Ô Môn, TP. Cần Thơ). Với chức năng nhiệm vụ đào tạo cán bộ và CNKT cơ điện phục vụ cho các nông trường quốc doanh, các trạm, đội cơ khí nông nghiệp, các nhà máy mía đường ở các tỉnh trong khu vực, với quy mô đào tạo tăng từ 300 học sinh năm 1979 đến 500 học sinh năm 1997.

### Giai đoạn 1997 - 2005
Do yêu cầu đào tạo nhân lực cho ngành nông nghiệp theo hướng chuyển đổi cơ cấu kinh tế nông nghiệp phục vụ sự nghiệp công nghiệp hoá, hiện đại hoá, đặc biệt là CNH-HĐH nông nghiệp - nông thôn, Trường đổi tên thành Trường Dạy nghề Nông nghiệp và PTNT Nam Bộ, được thành lập theo Quyết định số 986 NN-TCCB/QĐ ngày 23.05.1997 của Bộ Nông nghiệp và PTNT. Với chức năng đào tạo 12 nghề thuộc các nhóm nghề Cơ điện, Kỹ thuật nông nghiệp, Chế biến nông sản thực phẩm, quy mô đào tạo: 1.500 học sinh.

### Giai đoạn 2005 - 2008
Với sự phát triển xã hội thì yêu cầu nguồn nhân lực chất lượng cao là điều tất yếu, do đó Trường được nâng cấp lên thành Trường Trung học Cơ điện và KTNN Nam Bộ theo Quyết định số 335 QĐ/BNN-TCCB ngày 16.02.2005 của Bộ Nông nghiệp và PTNT, với 7 ngành đào tạo TCCN và 12 nghề đào tạo thuộc các nhóm ngành nghề Cơ điện, Kỹ thuật nông nghiệp, Chế biến nông sản thực phẩm và Kế toán doanh nghiệp, quy mô đào tạo: 2.500 với 1.000 học sinh THCN và 1.500 học sinh Trung cấp nghề.
gloiutgoithu
Như vậy, qua 40 năm, từ một trường khi mới thành lập chỉ đào tạo duy nhất 01 nghề bậc CNKT, đến nay Trường đã có năng lực đào tạo đa cấp đa ngành nghề gồm: 7 ngành TCCN, 12 nghề TCN, tới đây sẽ đào tạo 6 ngành bậc cao đẳng và 5 nghề bậc cao đẳng nghề. Quy mô đạt hơn 3.000 hs.
Có thể nói rằng, 40 năm qua, trong bất cứ hoàn cảnh nào, dù ở phía Bắc hay đóng ở đồng bằng sông Cửu Long, trong chiến tranh cũng như trong hòa bình, với tên gọi khác nhau và nhiệm vụ ngày một tăng qua các thời kỳ, song Trường Cao đẳng Cơ điện và Nông nghiệp Nam Bộ hôm nay luôn là một tập thể đoàn kết, vượt qua mọi khó khăn thách thức, hoàn thành xuất sắc nhiệm vụ Bộ giao. Quy mô được mở rộng, chất lượng đào tạo ngày một nâng cao, uy tín và vị thế của trường trong khu vực được khẳng định. Tự hào với truyền thống 40 năm xây dựng và trưởng thành, trước nhu cầu về đào tạo nguồn nhân lực phục vụ sự nghiệp công nghiệp hoá hiện đại hoá nông nghiệp, nông thôn khu vực đồng bằng sông Cửu Long, nhận thức một cách sâu sắc và toàn diện vai trò, nhiệm vụ của trường trong thời kỳ mới, BGH cũng như Thầy và trò của trường sẽ quyết tâm xây dựng trường không ngừng phát triển, xứng đáng là một trường trọng điểm đào tạo nguồn nhân lực cho các tỉnh trong khu vực, đặc biệt nguồn lao động kỹ thuật trong lĩnh vực nông nghiệp nông thôn.

## Đào tạo
```
CƠ SỞ VẬT CHẤT
```

- Tổng diện tích đất sử dụng của nhà trường: 157.234,9 m²
- Diện tích sử dụng cho các hạng mục sau: 16189m²
```
Nơi làm việc: 2513 m²; Nơi học: 7280m²; Nơi vui chơi giải trí: 5610m².
```

- Diện tích phòng học:
```
Tổng diện tích phòng học: 4333m²
Tỷ lệ diện tích phòng học trên sinh viên/học sinh chính quy:1,05m²/HSSV
```

- Tổng số đầu sách trong thư viện của nhà trường 1996 (10424 cuốn)

## Quy mô của Trường
Nhà trường thực hiện đào tạo:
1. Cao đẳng kỹ thuật chính quy
2. Cao đẳng hệ VLVH
3. Cao đẳng nghề
4. Trung cấp chuyên nghiệp
5. Trung cấp chuyên nghiệp hệ VLVH
6. Trung cấp nghề
7. Đào tạo liên thông từ trung cấp chuyên nghiệp lên cao đẳng chính quy.
Với quy mô đào tạo hơn 4.500 HSSV chính quy tại trường, Nhà trường còn liên kết thực hiện đào tạo với các trường cao đẳng, đại học ở địa phương.